# Renuka Chowdhury
Renuka Chowdhury (in anderer Transkription auch: Chowdhury, Choudhury, Chaudhary, Choudhry; Telugu రేణుక చౌదరి Rēṇuka Caudari; * 13. August 1954 in Visakhapatnam, Andhra) ist eine indische Politikerin der Kongresspartei und ehemalige Ministerin für Frauen und Kinderentwicklung ihres Landes.
Im Alter von 30 Jahren betrat Chowdhury die politische Bühne und engagierte sich anfangs für die Telugu Desam Party (TDP) in ihrem Bundesstaat Andhra Pradesh. Von 1986 bis 1998 war sie für zwei Legislaturperioden Abgeordnete in der Rajya Sabha, dem Oberhaus des indischen Parlamentes, für ihre Partei TDP, ehe sie 1998 die Partei verließ und zum Indischen Nationalkongress (INC), auch Kongresspartei genannt, wechselte. Für ihre neue Partei wurde sie 1999 und 2004 für jeweils fünf Jahre ins Lok Sabha, das Unterhaus des indischen Parlamentes, als Abgeordnete gewählt. Seit Mitte 2004 bis zum Jahr 2009 war sie Ministerin für Frauen und Kinderentwicklung ihres Landes im Kabinett unter Premierminister Manmohan Singh.
In dieser Funktion hat sie einige durchaus brisante Gesetze durchgesetzt, so zum Beispiel 2006 das Gesetz zum Schutz der Frauen gegen häusliche Gewalt. Damals überrollte sie eine Welle des Hasses für ihre in den Augen vieler Inder „unpopulären“ Gesetze. Im Jahr 2007 sorgte sie wieder für großes Aufsehen, als sie die millionenfachen Abtreibungen weiblicher Föten anprangerte. Ihr Vorschlag: „Wir werden die Kinder aufziehen. Tötet sie nicht, dies ist wirklich eine Krisensituation.“ – Frauen sollen ihre neugeborenen Mädchen dem Staat geben, der sie dann in eigens dafür gebauten Waisenhäusern aufzieht, um so dem eklatanten Männerüberschuss entgegenzutreten.